# Bataille de Goroszló
La bataille de Guruslău ou bataille de Goroszló (Goroszlói csata en hongrois) a eu lieu le 3 août 1601 entre, d'une part, les troupes habsbourgeoises commandées par Giorgio Basta, les cosaques et les troupes valaques dirigés par Michel le Brave et, d'autre part, les troupes de Transylvanie commandées par Sigismond Báthory. Cette bataille s'inscrit dans le cadre de la Longue Guerre qui se déroula de 1591 ou 1593 à 1604 ou 1606 entre l'Empire ottoman et divers États européens.

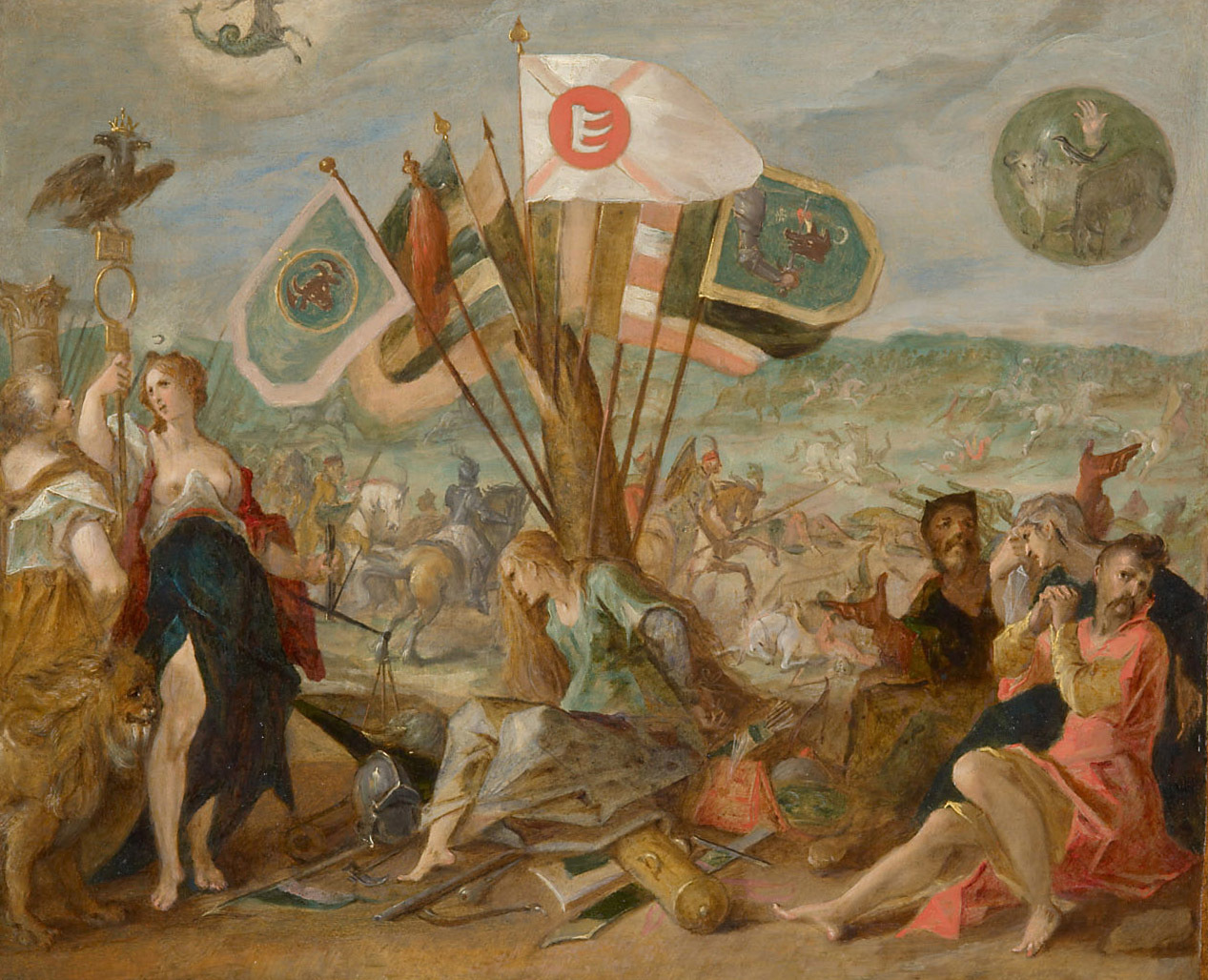
Allégorie de la bataille de Goroszló (Hans von Aachen). Au centre : Discordia, tenant quelques-uns des 110 drapeaux capturés. À droite : des prisonniers assis. À gauche : la déesse Diane, tenant une lance avec l'aigle impérial à deux têtes.

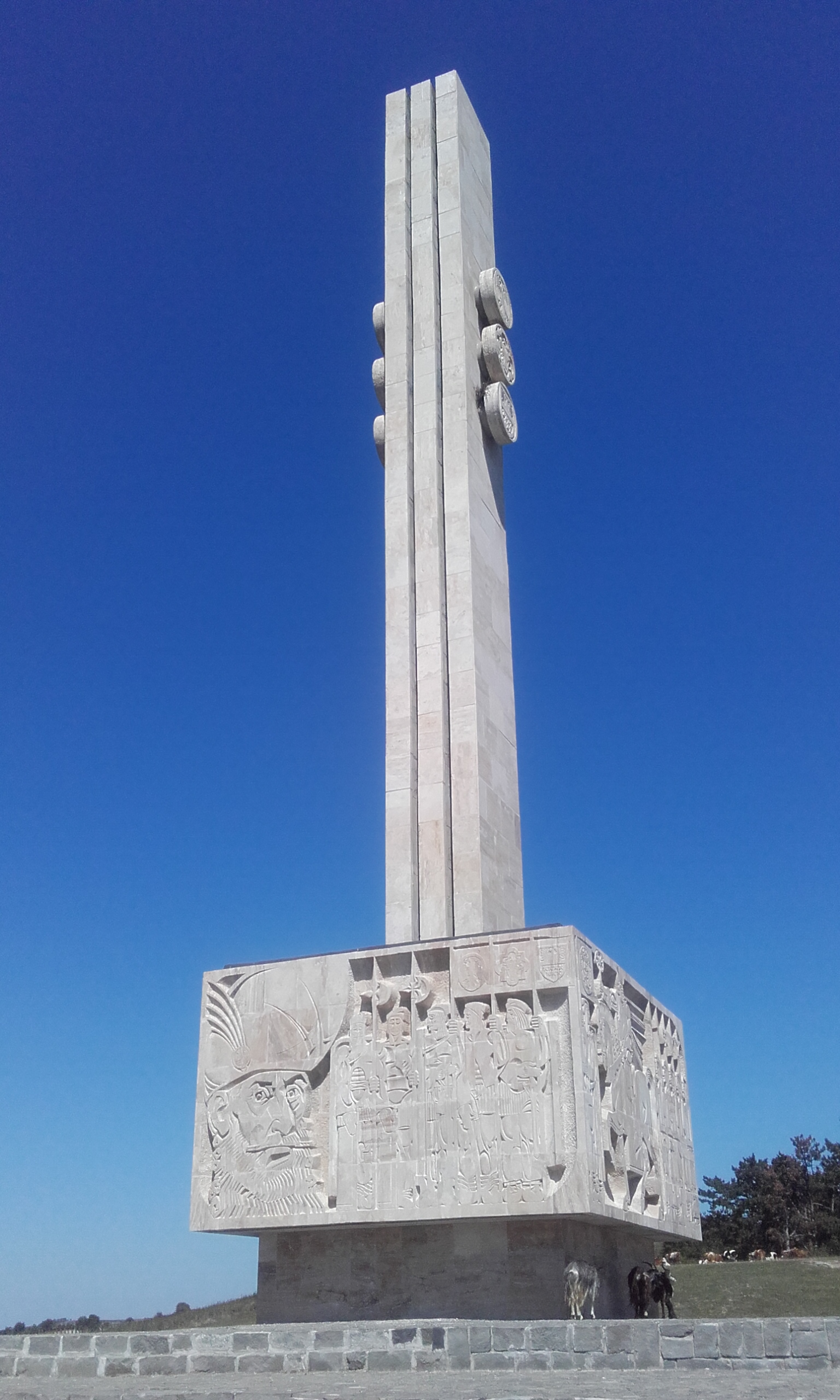
Monument commémoratif de la bataille de Gorozlo

## Contexte
Après avoir été battu à Mirăslău par Giorgio Basta, Michel le Brave se réfugie à Vienne. Il se réconcilie avec l'empereur Rodolphe II lors d'un séjour à Prague entre le 23 février et le 5 mars 1601 et lui demande son aide pour reprendre le contrôle de la Transylvanie qui a accepté la protection ottomane. L'empereur l'envoie en Transylvanie pour qu'il se mette au service de Basta avec ses troupes.

## La bataille
La bataille s'est déroulée le 3 août 1601 de 9 heures à 19 heures à Goroszló, village qui dépend aujourd'hui de la commune de Hereclean en Roumanie. Elle s'est terminée par une victoire des alliés autrichiens et valaques.
Michel le Brave n'aura pas le temps de profiter longtemps de la victoire. En effet, Basta apprenant qu'il s'apprêterait à le trahir de nouveau le fait exécuter par ses mercenaires wallons.
Un monument de 26 mètres de haut à la gloire de Michel le Brave a été construit en 1976 à Guruslău pour célébrer cette victoire.

## Galerie

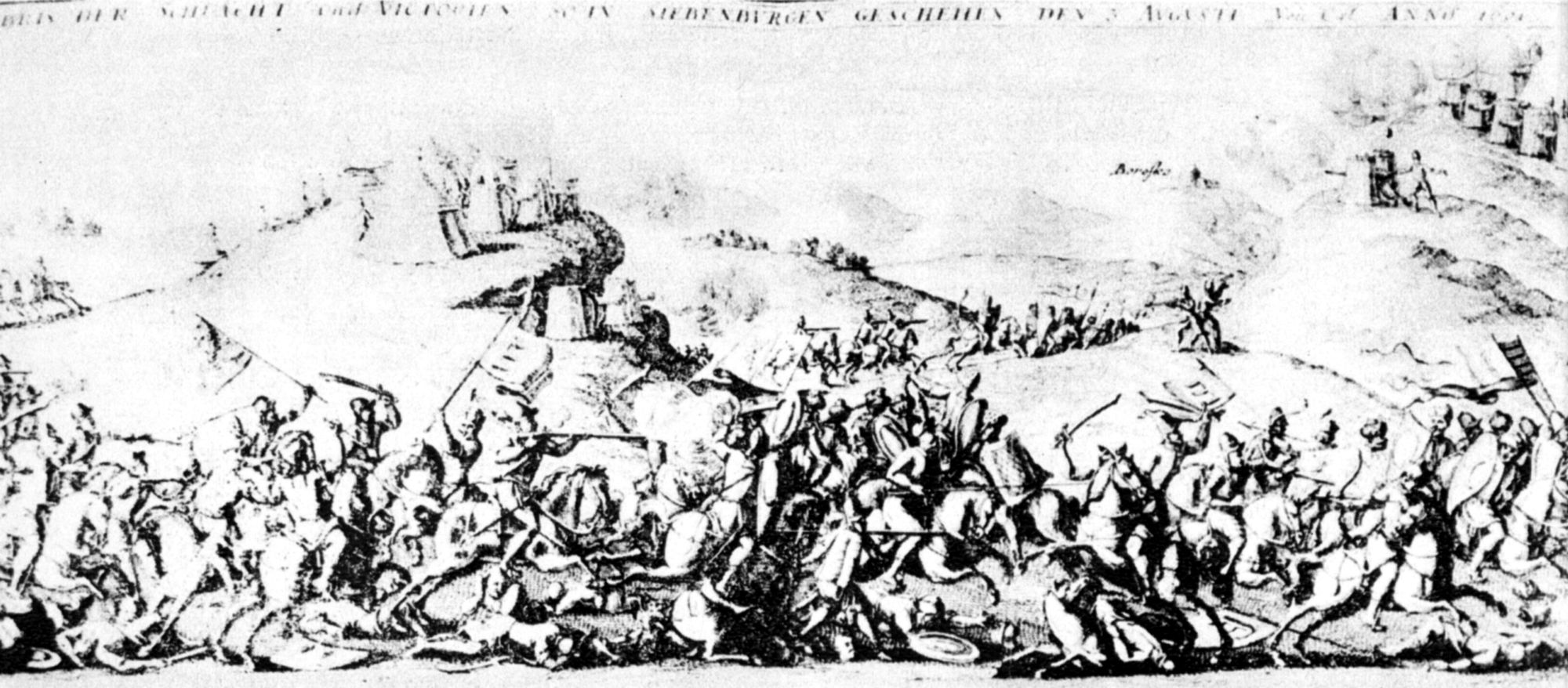
Bataille de Goroszló
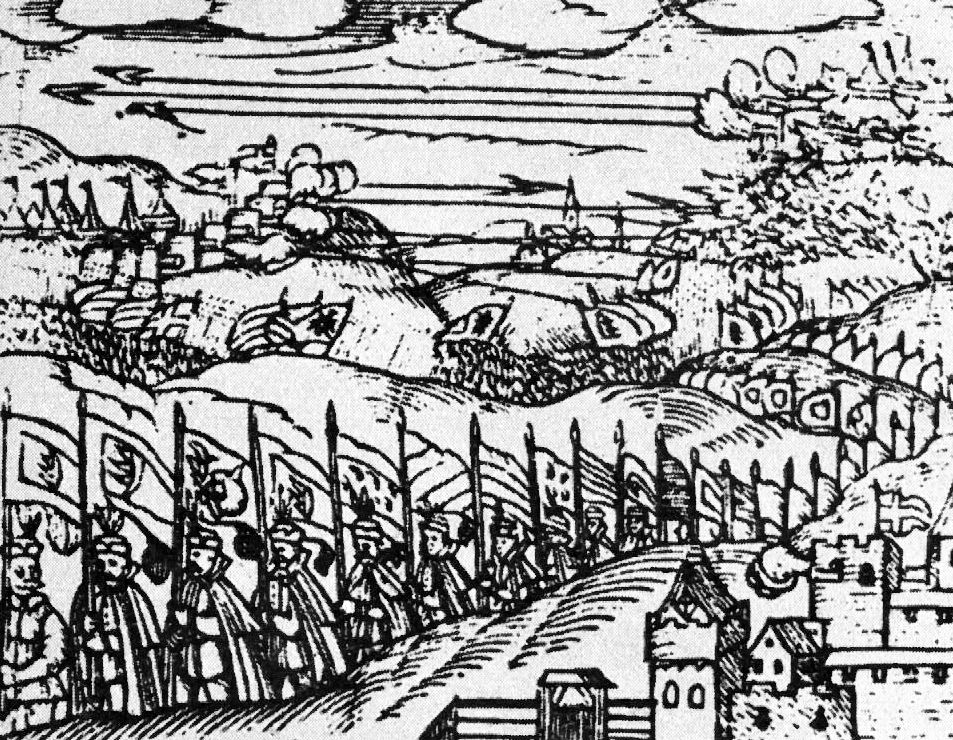
Basta et Michel le Brave battant la noblesse hongroise de Transylvanie
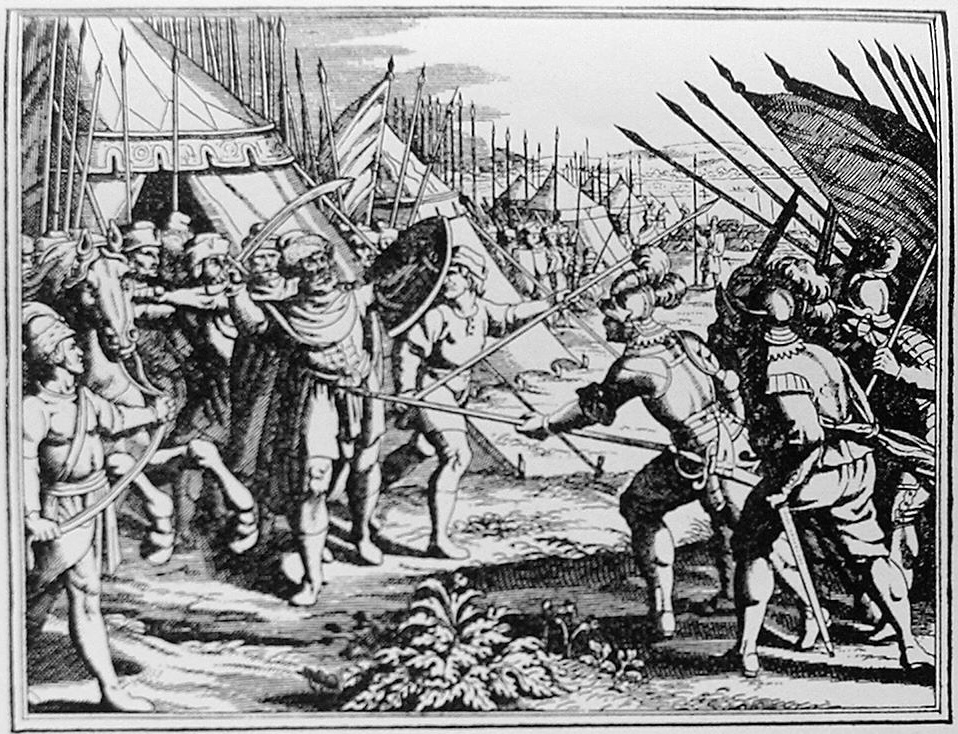
Michel le Brave exécuté par des mercenaires wallons
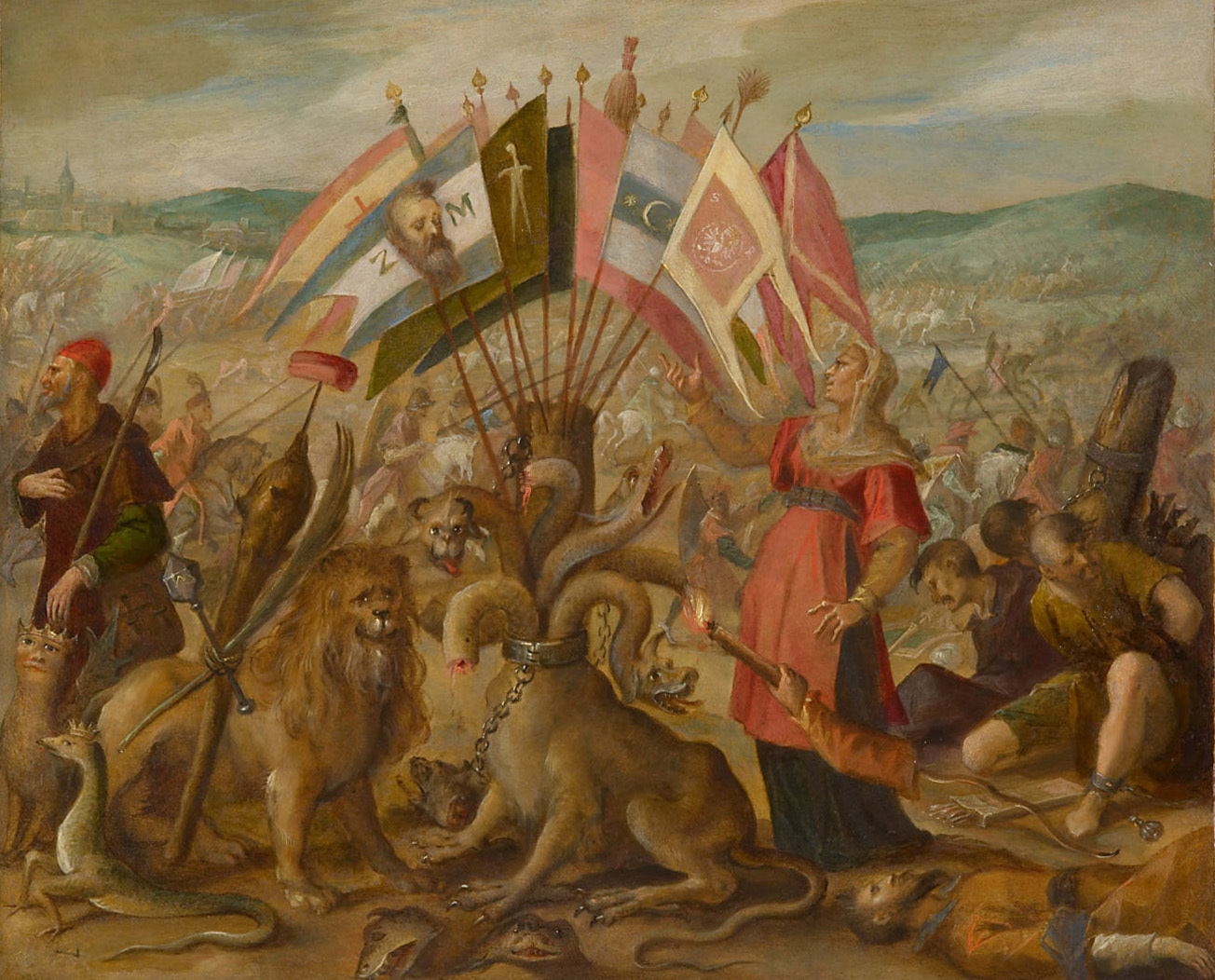
Bataille de Braşov (Hans von Aachen, 1603) : Différents drapeaux capturés par Basta